# Antonio Genovesi
Antonio Genovesi (Castiglione, 1 de novembro de 1712 — 22 de setembro de 1769) foi um escritor de filosofia e política econômica italiano.

## Biografia
Filho de Salvatore Genovese, um sapateiro, e de Adriana Alfinito de San Mango, Antonio Genovesi nasceu em Castiglione, perto de Salerno. Ele começou a estudar desde cedo sob a direção de seu pai e, aos quatorze, com Niccolò Genovesi, um parente, e jovem médico de Nápoles, que ensinou filosofia peripatética a Antonio por dois anos, e filosofia cartesiana por mais um ano. Aos dezoito anos, durante seus estudos teológicos, ele se apaixonou por uma garota de Castiglione, Angela Dragone. Seu pai não aprovou o casal e mandou o filho para um convento de monges agostinianos em Buccino, residência de alguns de seus parentes. Aqui ele continuou seus estudos teológicos e filosóficos com o padre Giovanni Abbamonte, focando seu interesse em latim e grego.
Depois de passar no exame de teologia dogmática, foi ordenado diácono em 22 de dezembro de 1736 na Catedral de Salerno, com a presença do arcebispo de Salerno, Fabrizio di Capua. Em 1738, Antonio Genovesi, aos 25 anos, foi ordenado sacerdote.
Depois de alguns meses, mudou-se para Nápoles, onde conheceu e fez amizade com Giambattista Vico. Em 1741, ele recebeu uma cadeira de metafísica - mais tarde em conjunto com a cadeira de Ética - na Universidade de Nápoles. Nesta prestigiada universidade, ele também recebeu a cadeira de Economia, em 1755, a primeira do gênero na Itália (o nome era originalmente “Comércio e Mecânica”). Nessa época, publicou as "Lições de comércio", nas quais se declarou favorável a uma política de livre comércio mais incisiva. Entre seus alunos estavam Giuseppe Palmieri e Francesco Mario Pagano.
Ele foi um estudioso de literatura clássica, teologia e ciências metafísicas. Mais tarde, no entanto, passou a desprezar sua antiga cultura teórica, substituindo-a gradativamente por um estudo voltado para fins práticos. Seguidor do pensamento de Vico, e mais ainda de Locke, pelo menos no que diz respeito à sua filosofia, Genovesi só conseguiu manter as funções de ministro devido à intervenção do arcebispo de Taranto, Celestino Galiani, e do próprio Papa Bento XIV.
Morreu em Nápoles em 22 de setembro de 1769. Seu corpo foi sepultado na igreja do mosteiro de Sant'Eramo Nuovo, graças a seu amigo Raimondo di Sangro, príncipe de San Severo. Ele foi simplesmente colocado na cripta e, portanto, não temos uma tumba específica. Devido a reformas no início da década de 1930, os restos mortais da cripta (e os de Genovesi) foram transferidos para a igreja de Sant'Eramo Vecchio.

## Pensamento Filosófico
Aqueles foram os dias dos primeiros ferimentos de dissidência ao espírito e à moral da Contra-Reforma. Sentimentos anticlericais e antijesuítas, a represália à luta pela autonomia do Estado contra qualquer ingerência da Igreja, os primeiros elementos das teorias da monarquia iluminada e do regime paternalista, uma nova poética e uma crítica mais aberta e corajosa são todos elementos presentes neste momento.
Foi de fato o início de uma verdadeira revolução cultural, realizada na segunda metade do século XVIII pelo Iluminismo, uma necessidade de transformação completa dos fardos do Ancien Régime em todas as suas manifestações. Nesse clima cultural, o pensamento político de Gaetano Filangieri foi decisivamente reformador: ele foi chamado de "anglófilo sob roupas francesas" por Paola Zanardi, em sua obra sobre a influência de Hume no Iluminismo napolitano.
Em suas obras, Genovesi se compromete entre o idealismo e o empirismo, tentando salvar os valores religiosos essenciais da filosofia cristã.

## Pensamento econômico
Antonio Genovesi foi influenciado pela nova paisagem cultural italiana, e procurou por meio de estudos e experimentação descrever o conceito de felicidade pública, a ser obtido libertando a humanidade de seu estado de “obscuridade”. Compreendeu o estado de decadência cultural, material e espiritual, rescaldo da época de ouro napolitana, e sentiu a necessidade de intervir para restaurar a antiga glória das artes, do comércio e da agricultura.
Esse repensar prático o levou a abandonar o estudo da ética e da filosofia e se voltar para a economia. Em sua opinião, a economia serviu aos governos para aumentar sua riqueza e o poder das nações. A cadeira de Economia Política foi instituída especificamente para ele na Universidade de Nápoles por Bartolomeo Intieri. O palácio de Massaquano de Intieri foi durante longos períodos o refúgio intelectual de Genovesi, onde escreveu algumas das suas obras.
O cerne de seu pensamento econômico pode ser encontrado nas Lezioni di commercio, O sia di economia civile, publicado em 1765, um dos primeiros tratados científicos de Economia. Por meio desse trabalho, Genovesi tentou mostrar um caminho para a reforma em alguns setores-chave: educação, agricultura (principalmente grandes propriedades), protecionismo governamental em relação ao comércio e à indústria.

## Estilo literário
Escolheu a língua italiana para o seu ensino, devido ao seu apaixonado espírito civil: é lembrado por ser o primeiro professor a não usar o latim nos seus cursos e por ter escrito tratados de metafísica e lógica em italiano. Seu objetivo era divulgar os estudos econômicos entre as pessoas, idealmente continuando com outros humanistas ao considerá-los os meios para a civilização.

## Trabalhos

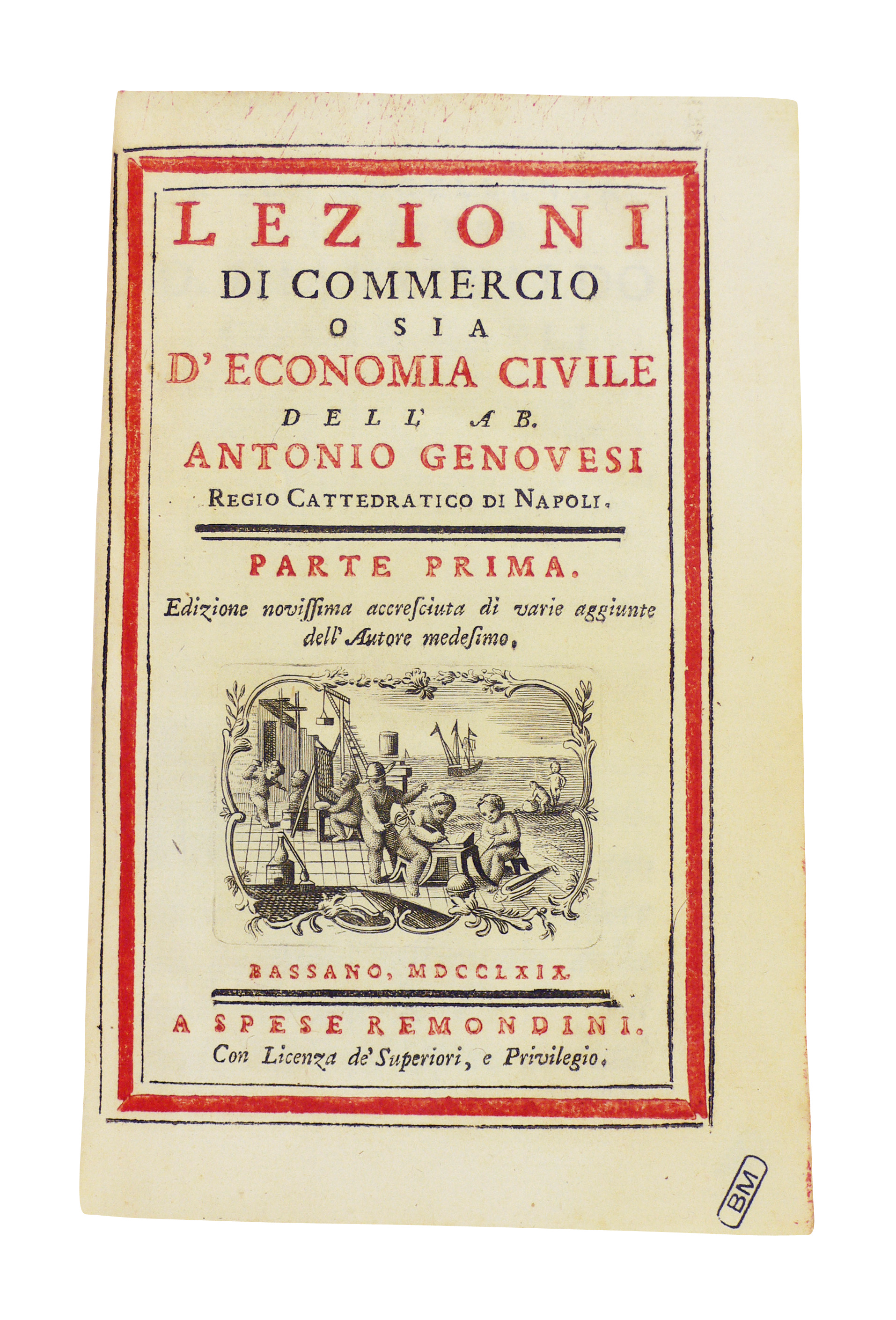
Lezioni di commercio, 1769 (Fondazione Mansutti, Milão).

Dentre suas obras filosóficas, as principais são:
- Elementa metaphysicae mathematicum in morem adornata, 4 volumes, Nápoles 1743-1756, segunda edição em 5 volumes, 1760-1763;
- Elementorum artis logicae-criticae libri quinque, 1745 (traduzione italiana di Giuseppe Manzoni, Gli elementi dell'arto logico-critica, Venezia, 1783);
- Meditazioni filosofiche, 1758;
- Lettere filosofiche, 1759;
- Lettere Accademiche, 1764;
- Memorie Autobiografiche, 1756;
- Lezioni di commercio o sia d'economia civile, 1765;
- Della diceosina o sia della Filosofia del Giusto e dell'Onesto, 1766;
- Delle Scienze Metafisiche per li giovanetti, 1767;

Outras obras a importantes são La logica per i giovanetti, Istituzioni di Metafisica per Principianti e Lettere familiari, que testemunham a intensa correspondência entre o abade e o erudito da época Ferrante de Gemmis.